# Fraternidade Mundial Evangélica Congregacional
A Fraternidade Congregacional Evangélica Mundial (em inglês, World Evangelical Congregational Fellowship), também conhecida como WECF é uma comunidade internacional que reúne associações nacionais de igrejas congregacionais evangélicas. Foi fundada em Londres, em 1986.

## História
Em 1891, em Londres, foi fundado Conselho Congregacional Internacional (CCI). Este órgão representou, por muitas décadas, a unidade congregacional em todo o mundo. 
Todavia, no Século XX, a Teologia Liberal e o Ecumenismo se espalharam entre as igrejas congregacionais por todo o mundo. Muitas igrejas congregacionais, em função disso, deixaram a doutrina da inerrância bíblica e também os distintivos do Congregacionalismo. 
Na década de 1960 e 1970, vários grupos congregacionais de todo o mundo se fundiram com grupos presbiterianos e/ou metodistas e/ou anglicanos, formando denominações como a Igreja Evangélica Presbiteriana de Portugal, Igreja Unida na Austrália, Igreja Unida do Canadá, Igreja do Norte da Índia, Igreja do Sul da Índia e Igreja Reformada Unida. 
Em 1970, o CCI, já era formado por várias igrejas unidas, que também eram membros da Aliança das Igrejas Reformadas que mantém o Sistema Presbiteriano (AIRSP). Sendo assim, neste ano, o CCI e AIRSP se fundiram, dando origem à Aliança Mundial de Igrejas Reformadas (AMIR). 
A AMIR era formada por várias igrejas que defendiam a Teologia Liberal e muitas denominações congregacionais preferiram não aderir à organização. 
Consequentemente, as denominações congregacionais remanescentes, que se recusaram a se unir com outras denominações, bem como se recusaram a participar da Aliança Mundial de Igrejas Reformadas se reuniram para formar uma nova organização internacional para o grupo. 
Sendo assim, em 1986, em Londres, foi constituída a Fraternidade Congregacional Evangélica Mundial, cuja sigla, em inglês, é WECF.
Nas décadas seguintes, a organizado cresceu. Em 2025, era formada por 18 órgãos nacionais (uniões, associações, alianças e denominações) de igrejas congregacionais e 1 organização associada.

## Doutrinas
A WECF é composta por associações nacionais de igrejas congregacionais que subscrevem sua Declaração de Fé e aceitam sua Constituição. Igrejas locais, em casos onde não há uma associação nacional, podem ser tornar diretamente associadas à WECF.
A referida declaração afirma a doutrina da inerrância bíblica, Trindade, as crenças do Credo dos Apóstolos, justificação pela fé e sistema de governo congregacional.

## Organização
Entre os propósitos da WECF está a promoção da comunhão e cooperação entre as igrejas congregacionais a ela associadas em diversas áreas (educação teológica, ministérios, missões etc.)
Trienalmente é realizada é Conferência da WECF.
A União das Igrejas Evangélicas Congregacionais do Brasil, a a Aliança das Igrejas Evangélicas Congregacionais do Brasil estão filiadas à WECF.

## Membros
Lista de Membros da Fraternidade Mundial Evangélica Congregacional (em 2025):
| País                            | Denominação                                                               | Número de congregações | Número de membros | Ano       |
| ------------------------------- | ------------------------------------------------------------------------- | ---------------------- | ----------------- | --------- |
| África do Sul                   | Fraternidade Evangélica das Igrejas Congregacionais                       | 20                     | 3.000             | 2025      |
| Argentina                       | Igreja Evangélica Congregacional Argentina                                | 120                    | 6.000             | 2021      |
| Austrália                       | Fraternidade das Igrejas Congregacionais da Austrália                     | 28                     | 1.500             | 2004      |
| Brasil                          | União das Igrejas Evangélicas Congregacionais do Brasil                   | 436                    | 50.000            | 2004      |
| Brasil                          | Aliança das Igrejas Evangélicas Congregacionais do Brasil                 | 91                     | -                 | 2016      |
| Bulgária                        | União das Igrejas Evangélicas Congregacionais na Bulgária                 | 34                     | 5.000             | 2006      |
| Canadá                          | Igrejas Cristãs Congregacionais no Canadá                                 | 30                     | 7.000             | 2004      |
| Estados Unidos da América       | Conferência Cristã Congregacional Conservadora                            | 301                    | 51.112            | 2020      |
| Filipinas                       | Associação Nacional das Igrejas Congregacionais                           | -                      | -                 | -         |
| Índia                           | Associação de Igrejas Evangélicas (Índia)                                 | 200                    | 35.000            | 2017      |
| Macedônia do Norte              | União de Igrejas Evangélicas Congregacionais na Macedônia                 | -                      | -                 | -         |
| Estados Federados da Micronésia | Igreja Congregacional Chuuk de Cristo nos Estados Federados da Micronésia | -                      | -                 | -         |
| Myanmar                         | Igrejas Evangélicas do Myanmar                                            | -                      | -                 | -         |
| Nepal                           | Igrejas Evangélicas Congregacionais do Nepal                              | -                      | -                 | -         |
| Nova Zelândia                   | União Congregacional da Nova Zelândia                                     | 13                     | 670               | 2019      |
| Portugal                        | União das Igrejas Evangélicas Congregacionais Portuguesas                 | 23                     | 325               | 2004      |
| Reino Unido                     | Fraternidade Evangélica de Igrejas Congregacionais                        | 125                    | -                 | 2024      |
| Reino Unido e Irlanda           | União Congregacional da Irlanda                                           | 26                     | 3.100             | 2004      |
| Guam                            | Igrejas Congregacionais em Guam e Saipan                                  | -                      | -                 | -         |
| Global                          | Fraternidade Mundial Evangélica Congregacional                            | 1.447                  | 162.707           | 2004-2024 |